# Law & Order (18.ª temporada)
A décima oitava temporada da série americana Law & Order foi exibida do dia 2 de janeiro de 2008 até o dia 21 de maio de 2008. Transmitida pelo canal NBC, a temporada teve 18 episódios.

## Episódios
| #T | #S  | Título               | Transmissão original  | Notas |
| -- | --- | -------------------- | --------------------- | --- |
| 1  | 394 | "Called Home"        | 2 de janeiro, 2008    | - Primeiras aparições de Cyrus Lupo e Michael Cutter. - Jack McCoy é promovido a promotor de justiça. - Inspirado na polêmica envolvendo o doutor Jack Kevorkian em relação ao suicídio assistido. |
| 2  | 395 | "Darkness"           | 2 de janeiro, 2008    | - Participação especial de Patrick Stump, da banda Fall Out Boy. - Inspirado na crise de energia da California de 2000 e 2001.                                                                     |
| 3  | 396 | "Misbegotten"        | 9 de janeiro, 2008    | Inspirado nas discussões envolvendo o gen gay. |
| 4  | 397 | "Bottomless"         | 16 de janeiro, 2008   | O episódio "Precious" da quinta temporada é mencionado. |
| 5  | 398 | "Driven"             | 23 de janeiro, 2008   | Participação de Katee Sackhoff. |
| 6  | 399 | "Political Animal"   | 30 de janeiro, 2008   | - Baseado nas controvérsias envolvendo JT LeRoy. - Participação de Vivica A. Fox. |
| 7  | 400 | "Quit Claim"         | 6 de fevereiro, 2008  | Participação de Sherry Stringfield. |
| 8  | 401 | "Illegal"            | 13 de fevereiro, 2008 | |
| 9  | 402 | "Executioner"        | 20 de fevereiro, 2008 | Baseado no caso do voo 592 da ValuJet. |
| 10 | 403 | "Tango"              | 27 de fevereiro, 2008 | Baseado nos ataques de anthrax de 2001 nos EUA. |
| 11 | 404 | "Betrayal"           | 5 de março, 2008      | Primeiro episódio de Law & Order, desde a primeira aparição em 1994, em que Jack McCoy não participa.                                                                                              |
| 12 | 405 | "Submission"         | 12 de março, 2008     | |
| 13 | 406 | "Angelgrove"         | 19 de março, 2008     | - Baseado no caso Caylee Anthony. - Baseado na explosão em Times Square do dia 6 de março de 2008.                                                                                                 |
| 14 | 407 | "Burn Card"          | 23 de abril, 2008     | - Baseado nas controvérsias relacionadas ao arrebatamento. - Última aparição do detetive Ed Green e primeira aparição do detetive Kevin Bernard.                                                   |
| 15 | 408 | "Bogeyman"           | 30 de abril, 2008     | Baseado na crise mundial de 2008/2009. |
| 16 | 409 | "Strike"             | 7 de maio, 2008       | Participação de Keith Carradine. |
| 17 | 410 | "Personae Non Grata" | 14 de maio, 2008      | Inspirado no escândalo de investimentos de Bernard Madoff, no assassinato de Anne Pressly e no escândalo de Larry Mendte.                                                                          |
| 18 | 411 | "Excalibur"          | 21 de maio, 2008      | Inspirado no escândalo de prostituição envolvendo o ex-governador de Nova Iorque Eliot Spitzer. |

A denominação #T corresponde ao número do episódio na temporada e a #S corresponde ao número do episódio ao total na série

## Elenco

### Law
- Jesse L. Martin - Detetive Ed Green
- Jeremy Sisto - Detetive Cyrus Lupo
- Anthony Anderson - Detetive Kevin Bernard
- S. Epatha Merkerson - Tenente Anita Van Buren

### Order
- Linus Roache - Michael Cutter
- Alana de la Garza - Connie Rubirosa
- Sam Waterston - Jack McCoy